# 605

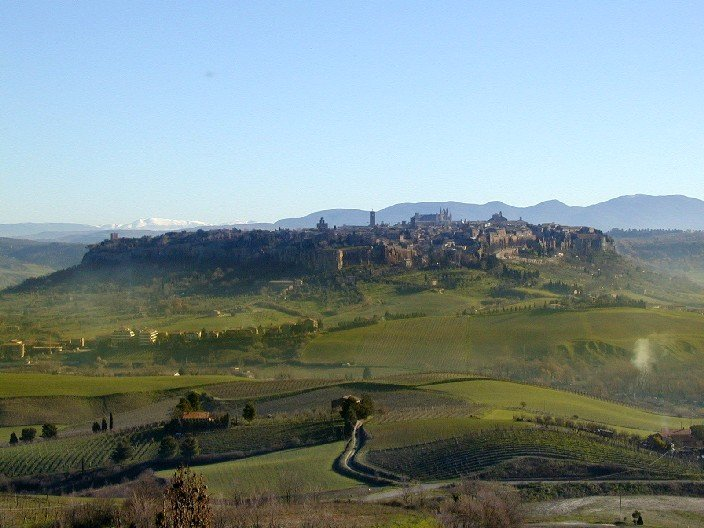
Zicht op de stad Orvieto (Centraal-Italië)

Het jaar 605 is het 5e jaar in de 7e eeuw volgens de christelijke jaartelling.

## Gebeurtenissen

### Byzantijnse Rijk
- Keizer Phocas erkent Agilulf als koning van de Longobarden in Italië en sluit een vredesverdrag. Hij betaalt een schatting en draagt volgens de overeenkomst de stad Orvieto in Umbrië over. (waarschijnlijke datum)

### Europa
- Protadius, hofmeier van Bourgondië, adviseert (onder invloed van Brunhilde) koning Theuderic II om zijn broer Theudebert II de oorlog te verklaren. De Bourgondische adel komt in opstand en laat hem vermoorden.
- Een coalitie van Saksen en Friezen onder leiding van koning Audulf verslaat de Franken. Hij consolideert zijn heerschappij over de delta van de Rijn. (waarschijnlijke datum)

### Azië
- Keizer Yang Di versterkt de noordelijke rijksgrens van de Grote Muur en verdeelt grote sommen geld onder de nomadische stammen om de trans-Aziatische handelsroutes veilig te stellen.
- Yang Di voert het Chinees examenstelsel in om de beste administratieve ambtenaren te selecteren voor hoge functies in het Chinese Keizerrijk.
- De Zhaozhou-brug in de provincie Hebei wordt tijdens de Sui-dynastie voltooid. Het is een van de eerste stenen boogbruggen in China.

## Geboren
- 26 maart - Pacal de Grote, koning van Palenque (overleden 683)
- (of 614) Aïsja, echtgenote van Mohammed (overleden 678)
- Chlodulf, bisschop van Metz
- Songtsen Gampo, koning van Tibet (overleden 650)
- Thonmi Sambhota, ontwerper van het Tibetaans schrift (overleden 650)

## Overleden
- 26 mei - Augustinus van Canterbury, aartsbisschop (of 604)
- Protadius, hofmeier van Bourgondië